# Abel Bravo
Abel Bravo (n. 2 de enero de 1861 - 15 de septiembre de 1934) fue un educador y político panameño. Como profesor, se destacó en diversos campos como la ingeniería, química, matemáticas, física, geografía, historia, literatura, etc. Fue profesor de Matemáticas en la Escuela Normal de Señoritas y en el Seminario Conciliar; y profesor de español, trigonometría y geometría analítica en la Escuela de Ingeniería Civil y Militar de Bogotá. En dicha escuela se graduó como Ingeniero Civil. También hizo estudios superiores en el Reino Unido, Francia y Alemania.

## Biografía
Durante la gobernación de Ricardo Arango fue Secretario de Instrucción Pública, Secretario de Hacienda y Secretario de Gobierno del Departamento del Istmo, durante la unión de Panamá a Colombia.
Luego de la separación de Panamá, fue elegido diputado de la Asamblea Nacional de Panamá en 1906 y fue el autor de la ley que creó el Instituto Nacional. En dicho colegio fue profesor de agrimensura y topografía.
Por su labor como educador, se fundó la Primera Escuela Secundaria Oficial en la ciudad de Colón y recibió su nombre, el Colegio Abel Bravo.
La Asamblea Nacional de Panamá, en Resolución número 2, del 17 de septiembre de 1934, dispuso en su artículo número 3: "Consagrar su nombre (el del Doctor Abel Bravo) a la posteridad con el título de Gran Ciudadano".
La inauguración del busto de bronce, en la Ciudad de Colón, se efectuó el 4 de enero de 1961 (dos días después del centenario de su nacimiento), por el presidente Roberto F. Chiari.

## Publicaciones
- Programa de aritmética analítica y comercial
- Programa de geometría plana
- Traducción del Tratado de álgebra elemental de Benjamin Greenleaf